# Sultan Ibrahim Mirza

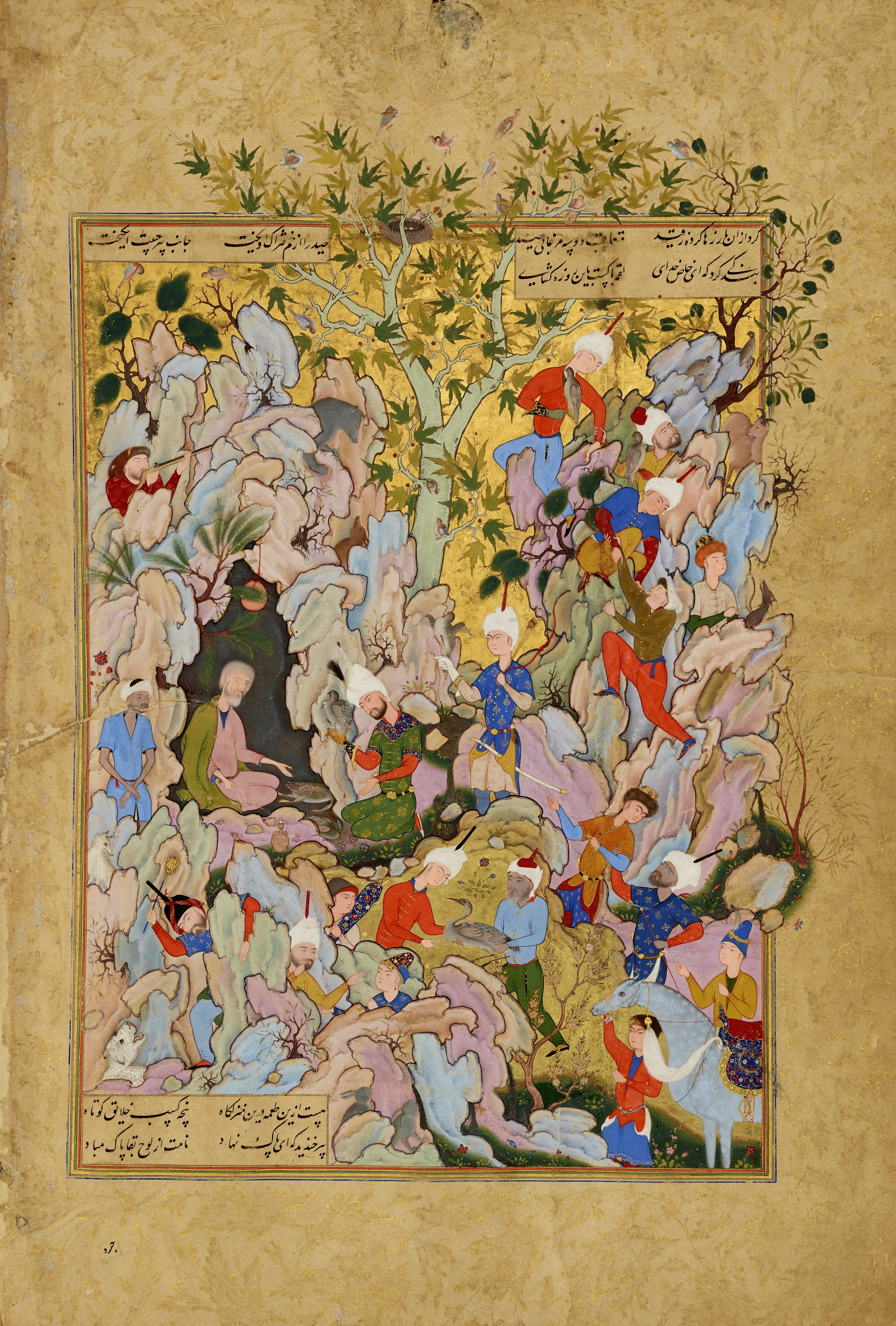
Miniatur in der Freer Gallery of Art, 1556–1565, beauftragt von Sultan Ibrahim Mirza und hergestellt in Maschhad.

Sultan Ibrahim Mirza (auch: Solṭān Ebrāhīm Mīrzā, Abu'l Fat'h Sultan Ibrahim Mirza, persisch ابوالفتح سلطان ابراهیم میرزا, DMG Sulṭān Ibrāhīm Mīrzā; * April 1540; † 23. Februar 1577) war ein safawidischer Fürst und Neffe von Schah Tahmasp I. Er wurde vor allem als Förderer und Auftraggeber von Meisterwerken der persischen Miniaturmalerei bekannt. Auch andere Künstler genossen an seinem Hof ein hohes Ansehen, so zum Beispiel der Dichter Ḥusain Ṯanāʾī Mašhadī.